# Двойной ряд
Двойной ряд — числовая последовательность, элементы которой занумерованы парами целых положительных чисел (индексов), рассматриваемая совместно с другой последовательностью, которая называется последовательностью частичных сумм ряда.

## Определение
Пусть {\displaystyle \{a_{i,j}\}_{i=1,j=1}^{\infty }} — числовая последовательность; рассмотрим наравне с данной последовательностью последовательность частичных сумм ряда
{\displaystyle \{s_{k,l}\}_{k=1,l=1}^{\infty },}
каждый элемент которой представляет собой сумму некоторых членов исходной последовательности
{\displaystyle \{s_{k,l}\}=\sum _{i=1,j=1}^{i=k,j=l}a_{i,j}}
Вообще, для обозначения ряда используется символ:
{\displaystyle \sum _{i=1,j=1}^{\infty }a_{i,j},}
поскольку здесь указана исходная последовательность элементов ряда, а также правило суммирования.
В соответствии с этим говорится о сходимости числового двойного ряда:
- числовой двойной ряд сходится, если сходится последовательность его частичных сумм, то есть ряд {\displaystyle \{a_{i,j}\}} сходится и имеет сумму {\displaystyle s}, если, каково бы ни было {\displaystyle \varepsilon >0}, найдутся такие числа {\displaystyle m_{0}} и {\displaystyle n_{0}}, что при {\displaystyle m>m_{0}} и {\displaystyle n>n_{0}} выполняется неравенство {\displaystyle \|s_{mn}-s\|<\varepsilon }. Также условие сходимости двойного ряда к сумме {\displaystyle s} можно записать в виде

{\displaystyle \lim _{n,m\to \infty }s_{mn}=s}.
- числовой двойной ряд расходится, если расходится последовательность его частичных сумм;
- числовой двойной ряд сходится абсолютно, если сходится ряд из модулей его членов.

Если числовой ряд сходится, то предел {\displaystyle S} последовательности его частичных сумм носит название суммы ряда:
{\displaystyle S=\sum _{i=1,j=1}^{\infty }a_{i,j}}

## Свойства
- Пусть в сходящемся двойном ряде {\displaystyle \{a_{m,n}\}_{m,n=1}^{\infty }} с суммой {\displaystyle s} сходятся все строки, а также пусть сходится ряд, составленный из их сумм, то есть пусть существуют пределы в равенствах {\displaystyle s_{i*}=\lim _{n\to \infty }\sum _{j=1}^{n}a_{ij}} и {\displaystyle s'=\lim _{m\to \infty }\sum _{i=1}^{m}s_{i*}}. Тогда {\displaystyle s=s'}. Аналогично, если существуют пределы {\displaystyle s_{*j}=\lim _{m\to \infty }\sum _{i=1}^{m}a_{ij}} и {\displaystyle s''=\lim _{n\to \infty }\sum _{j=1}^{n}s_{*j}}. Тогда {\displaystyle s=s''}[2].
- Теорема Маркова. Пусть в двойном ряде {\displaystyle \{a_{i,j}\}} сходятся все строки {\displaystyle s_{m*}=\sum _{n=1}^{\infty }a_{mn}} и все столбцы {\displaystyle s_{*n}=\sum _{m=1}^{\infty }a_{mn}}. Обозначим сумму строк {\displaystyle s'=\sum _{m=1}^{\infty }a_{m*}}.

Тогда: 
- - {\displaystyle k} - е остатки строк {\displaystyle r_{m}^{(k)}=\sum _{n=k+1}^{\infty }a_{mn}} образуют сходящийся ряд {\displaystyle \sum _{m=1}^{\infty }r_{m}^{(k)}} с некоторой суммой {\displaystyle R_{k}}.
  - Для того, чтобы сходился ряд, составленный из сумм столбцов {\displaystyle s''=\sum _{n=1}^{\infty }s_{*n}} необходимо и достаточно существование предела {\displaystyle \lim _{k\to \infty }R_{k}=R}.
  - Для равенства {\displaystyle s'=s''} необходимо и достаточно, чтобы было {\displaystyle R=0}[3].